# Opus (format)

Jakość formatów stratnych plików dźwiękowych w zależności od przepływności bitów

Zestawienie przepływności bitów, jakości i opóźnienia kodeków

Opus – format stratnej kompresji dźwięku, przystosowany do kodowania zarówno mowy, jak i muzyki. Charakteryzuje się małym opóźnieniem (typowo 10-20 ms), najwyższą (w momencie wprowadzenia) jakością kompresji dźwięku oraz możliwością płynnej zmiany stopnia kompresji w dowolnej chwili. Używa algorytmów SILK (ze Skype) oraz CELT. Stosowanym formatem plików jest opus.
Charakterystyczną cechą formatu jest maksymalna częstotliwość próbkowania równa 48 kHz. Jest to uzasadnione fizjologią ludzkiego słuchu.
Opus jest kodekiem audio wymaganym przez standard WebRTC oraz jest formatem otwartym i bezpłatnym.
Obsługa strumieni dźwięku Opus jest dostępna w plikach wideo, np. dla systemu Windows w pakiecie LAV Fiters 0.51.3. Kontener Matroska obsługuje ten format dźwięku eksperymentalnie. W wersji beta 1.1 enkodera Opus znacznie poprawiono kompresję dźwięku przestrzennego dzięki uwzględnieniu maskowania głośników.

## Szerokość pasma i częstotliwość próbkowania
Opus pozwala na następujące szerokości pasma podczas kodowania. Kompresja Opus nie zależy od częstotliwości próbkowania wejściowego; znaczniki czasu są mierzone w jednostkach 48 kHz, nawet jeśli nie jest używana pełna szerokość pasma. Podobnie, częstotliwość próbkowania wyjściowego może być dowolnie wybierana. Na przykład dźwięk może być wprowadzany z częstotliwością 16 kHz, ale ustawiony tak, aby kodował tylko dźwięk wąskopasmowy. 
| szerokość pasma                          | próbkowanie wyjściowe | efektywne próbkowanie |
| ---------------------------------------- | --------------------- | --------------------- |
| NB (narrowband) wąskie pasmo             | 04 kHz                | 08 kHz                |
| MB (medium-band) średnie pasmo           | 06 kHz                | 12 kHz                |
| WB (wideband) szerokie pasmo             | 08 kHz                | 16 kHz                |
| SWB (super-wideband) superszerokie pasmo | 12 kHz                | 24 kHz                |
| FB (fullband) pełne pasmo                | 20 kHz                | 48 kHz                |

## Historia
Najważniejsze usprawnienia w wersji 1.5 opublikowanej 4 marca 2024. 
- zwiekszono wykorzystanie uczenia maszynowego w koderze i dekoderze
- dzięki uczeniu maszynowemu poprawiono wypełnienie brakujących ramek dźwięku (DRED), w wyniku utraty pakietów
- poprawiono mechanizm odzyskiwania pakietów, dzięki uczeniu maszynowemu Deep PLC (Packet Loss Cancelation)
- wykorzystano uczenie maszynowego do ukrywania artefaktów kodowania mowy, przy niskich przepływnościach
- dodano wsparcie dla instrukcji AVX2 (x86-64) oraz NEON (Aarch64)